# Kanton Guémené-sur-Scorff
Guémené-sur-Scorff is een voormalig kanton van het Franse departement Morbihan. Het kanton maakte deel uit van het arrondissement Pontivy. Het werd opgeheven bij decreet van 21 februari 2014 met uitwerking op 22 maart 2015. Alle gemeenten werden toegevoegd aan het kanton Gourin.

## Gemeenten
Het kanton Guémené-sur-Scorff omvatte de volgende gemeenten:
- Le Croisty
- Guémené-sur-Scorff (hoofdplaats)
- Kernascléden
- Langoëlan
- Lignol
- Locmalo
- Persquen
- Ploërdut
- Saint-Caradec-Trégomel
- Saint-Tugdual